# 凱旋H型機車
凱旋H型機車 （也称为“ Type H”和“ The Trusty”）是由凱旋機車于英格兰考文垂生產的英国摩托车。 从1915年到1923年生产结束，总共生产了57,000辆凱旋H型機車。 

## 发展
在1914年第一次世界大战开始时，英国政府需要与前线部队进行有效沟通，並使用摩托車取代馬作為通信兵的交通工具。在測試過多款車型的適用性後选择了凯旋H型。其后轮由皮带驱动，並配备了499 cc风冷四行程单缸引擎。这也是第一款没有安装踏板的凱旋機車，被認為是第一台真正的現代機車。 
与以前的A型相比，其引擎的不同之处在于单个凸轮和两个凸轮取代了进气门和排气门的单独凸轮，以及气缸铸造的新设计。阀头直径增大，并且氣門之间的距离更远。 H型装有由手动换档杆操作的Sturmey-Archer三速副轴变速箱。 

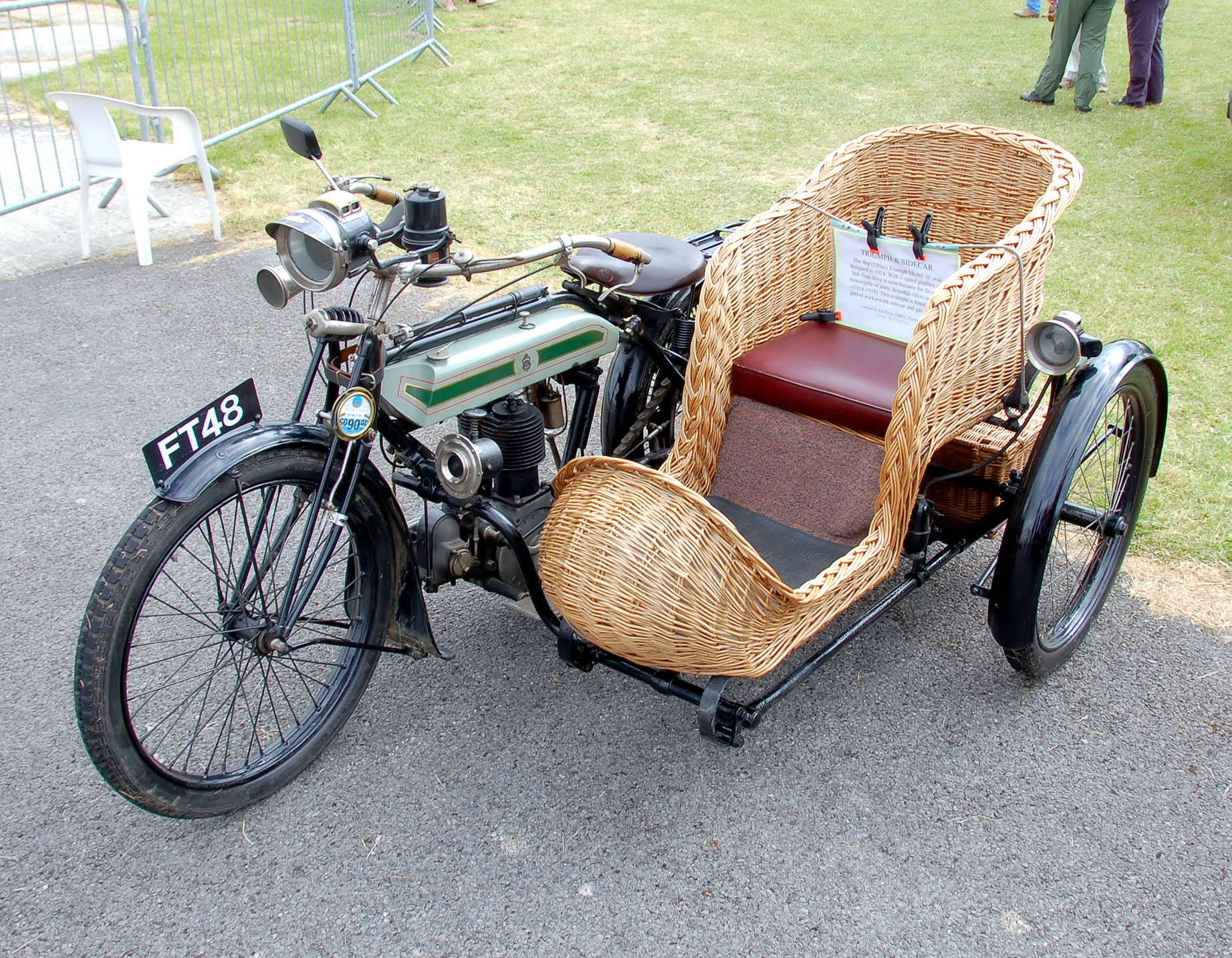
凯旋H型（2009）

到1918年战争结束时，已经生产了3万多辆凱旋H型摩托车。 自1910年以来凱旋機車就一直使用广告语“ Trusty Triumph ”，尽管前叉弹簧较弱，但H型在战时条件下仍然可靠，因此被称为“ Trusty”。其前叉很容易在崎嶇不平的地面上折断，因此，騎乘摩托車的通信兵会在前叉周围绑上皮带以防万一。 战后，H型的速度不足以进行比赛，当时这是摩托车的主要市场之一，因此凯旋（Triumph）转向了由哈里·里卡多（Harry Ricardo) 设计的摩托车，即Model R跑车。 当H型在1923年停产时，总共生产了57,000輛。 